# Gáspár László (író)
Gáspár László, születési nevén Grünfeld László (Fogaras, 1901. december 31. – Budapest, 1958. április 2.) újságíró, lapszerkesztő, tudománynépszerűsítő szakíró.

## Életpályája
Grünfeld Arnold (1869–1941) és Hersch Eszter (1874–1959) gyermekeként született zsidó családban. Vegyészmérnöknek tanult Berlinben és Brnóban, azonban tanulmányait nem fejezte be. Hazatérve szaklapok, illetve budapesti napilapok munkatársa lett. Később a Nemzet című ellenzéki polgári lap külpolitikai rovatvezetőjeként dolgozott. 1944-ben internálták. A második világháborút követően az Élet és Tudomány szerkesztő bizottsági tagja és rövidebb ideig a Természet és Technika segédszerkesztője volt. A Magyar Rádió természettudományos, ismeretterjesztő rovatának alkalmazásában is állt. 1952-ben Sztrókay Kálmánnal együtt megalapította és szerkesztette az Ifjú Technikus című folyóiratot. 1957-ben átvette a Népszerű Technika szerkesztését.
Felesége Hoffmann Anna volt (1945–1958 között).
A Farkasréti temetőben helyezték nyugalomra. Ravatalánál Parragi György, sírjánál Fonó Andor, az Ifjúsági Lapkiadó Vállalat igazgatója és a barátok nevében Gál György Sándor vett búcsút tőle.

## Főbb művei
- Dixi, az osztály kutyája (ifjúsági regény, Budapest, 1945)
- Mi, I. Adolf. Ha a németek győztek volna… (Budapest, 1945)